# Nentscho Stajkow
Nentscho Stajkow (auch Nencho Staykov oder Staikow geschrieben, bulgarisch Ненчо Стайков; * 19. Dezember 1955 in Warna, Bulgarien) ist ein ehemaliger bulgarischer Radrennfahrer und nationaler Meister im Radsport.

## Sportliche Laufbahn
Nentcho Stajkov, hatte erstmals mit dem sechsten Platz in der Bulgarien-Rundfahrt 1975 ein international relevantes Ergebnis. Drei Jahre später, 1978 konnte er die heimische Landesrundfahrt für sich entscheiden (ein Erfolg, den er 1980 und 1984 wiederholen konnte). Ein Jahr später konnte er die erste Etappe der Internationalen Friedensfahrt gewinnen und das gelbe Trikot des Führenden erobern, das er bei seinen insgesamt zwölf Teilnahmen sechsmal trug. 1984 gelang ihm ein weiterer Etappensieg, was ihm wiederum das Spitzenreitertrikot eintrug. Er konnte sich dreimal unter den besten zehn Fahrern des Gesamtklassements platzieren: 1984 wurde er Zweiter, 1979 kam er auf Platz sieben ein, 1985 wurde es Platz 10. 1982 und 1983 war er bulgarischer Meister im Straßenrennen, 1978, 1982 und 1984 gewann er den Titel im Einzelzeitfahren.
1984 kam ein weiterer Titel im Paar-Zeitfahren dazu. Mehrfach war er bei den UCI-Weltmeisterschaften am Start. Der 10. Platz 1979 im Straßenrennen war dabei sein bestes Resultat. Mit der Mannschaft erreichte er 1979 den 8. Platz. 1984 gewann er mit der Türkei-Rundfahrt ein weiteres Etappenrennen. 1980 war er für Bulgarien Teilnehmer der Olympischen Sommerspiele in Moskau. Im Straßenrennen schied er jedoch aus, im Mannschaftszeitfahren belegte sein Team den sechsten Platz. 1986 konnte er die Tour de Normandie in Frankreich gewinnen. Die Balkan-Meisterschaft gewann er 1984 mit der bulgarischen Mannschaft im Mannschaftszeitfahren. Bei den Balkan-Meisterschaften 1986 gewann er das Straßenrennen. Das nach der Bulgarien-Rundfahrt wichtigste Rennen, die Etappenfahrt von Sofia nach Warna gewann Stajkov 1981, 1983, 1986 und 1987. Stajkov war 1990 und 1991 als Berufsfahrer in Portugal aktiv. Anschließend beendete er seine Laufbahn.

## Berufliches
Stajkow hat eine Ausbildung zum Sportlehrer absolviert. Nach seiner aktiven Laufbahn war er einige Jahre bei portugiesischen Mannschaften als Manager tätig, auch war er bis 2008 einer der Team-Leiter des portugiesischen UCI Continental Teams Duja / Tavira.

## Familiäres
Stajkow ist der Neffe von Nentcho Christow, der 1957 die Internationale Friedensfahrt gewonnen hatte.

## Palmarès
| Jahr | Erfolg | Erfolg        | Rennen                   |
| ---- | ------ | ------------- | ------------------------ |
| 1978 | Sieger | Gesamtwertung | Bulgarien-Rundfahrt      |
| 1979 | Sieger | 1. Etappe     | Friedensfahrt            |
| 1980 | Sieger | 5. Etappe     | Bulgarien-Rundfahrt      |
| 1980 | Sieger | Gesamtwertung | Bulgarien-Rundfahrt      |
| 1984 | Sieger | Gesamtwertung | Bulgarien-Rundfahrt      |
| 1984 | 2.     | 3. Etappe     | Friedensfahrt            |
| 1984 | Sieger | 4. Etappe     | Friedensfahrt            |
| 1984 | 2.     | 5. Etappe     | Friedensfahrt            |
| 1984 | 2.     | Gesamtwertung | Friedensfahrt            |
| 1986 | 3.     | Gesamtwertung | Circuit des Ardennes     |
| 1986 | Sieger | Gesamtwertung | Tour de Normandie        |
| 1987 | 2.     | Gesamtwertung | Circuit des Ardennes     |
| 1987 | 3.     | Gesamtwertung | Bulgarien-Rundfahrt      |
| 1990 | Sieger | 2. Etappe     | GP de Pereiro (Portugal) |